# Mary Gordon-Watson
Mary Diana Gordon-Watson (Langton Long Blandford 3 april 1948) is een voormalig Brits amazone. Gordon-Watson behaalde al haar internationale successen op haar vaders paard Cornishman V. Voor de Olympische Zomerspelen 1968 leende Gordon-Watson haar paard Cornishman V uit aan haar landgenote Richard Meade die daar de landenwedstrijd eventing won. Gordon-Watson won in 1970 zowel de wereldtitel eventing individueel als in de landenwedstrijd. Gordon-Watson won de olympische titel in de landenwedstrijd eventing in München.

## Resultaten
- Europese kampioenschappen eventing 1969 in Punchestown  individueel eventing met Cornishman V
- Wereldkampioenschappen Eventing 1970 in Punchestown  individueel eventing met Cornishman V
- Wereldkampioenschappen Eventing 1970 in Punchestown  landenwedstrijd eventing met Cornishman V
- Europese kampioenschappen eventing 1971 in Burghley  landenwedstrijd eventing met Cornishman V
- Olympische Zomerspelen 1972 in München 4e individueel eventing met Cornishman V
- Olympische Zomerspelen 1972 in München  landenwedstrijd eventing met Cornishman V

1912: Nordlander, Adlercreutz, Casparsson,  Horn af Åminne ·
1920: Mörner, Lundström, von Braun,  Dyrsch ·
1924: Van der Voort van Zijp, Pahud de Mortanges, De Kruijff,  Colenbrander ·
1928: Pahud de Mortanges, De Kruijff, Van der Voort van Zijp ·
1932: Thomson, Chamberlin, Argo ·
1936: Stubbendorf, Lippert, von Wangenheim ·
1948: Henry, Anderson, Thomson ·
1952: von Blixen-Finecke, Stahre, Frölén ·
1956: Weldon, Rook, Hill ·
1960: Morgan, Lavis, Roycroft ·
1964: Checcoli, Angioni, Ravano ·
1968: Allhusen, Meade, Jones ·
1972: Meade, Gordon-Watson, Parker, Phillips ·
1976: Coffin, Plumb, Davidson, Tauskey ·
1980: Blinov, Salnikov, Volkov, Rogosjin ·
1984: Plumb, Stives, Fleischmann, Davidson ·
1988: Erhorn, Baumann, Kaspareit, Ehrenbrink ·
1992: Green, Rolton, Hoy, Ryan ·
1996: Schaeffer, Rolton, Hoy, Dutton ·
2000: Dutton, Hoy, Tinney, Ryan ·
2004: Boiteau, Lyard, Courrèges, Teulère, Touzaint ·
2008: Thomsen, Ostholt, Dibowski, Klimke, Romeike ·
2012: Auffarth, Jung, Klimke, Schrade, Thomsen ·
2016: Laghouag, Lemoine, Nicolas, Vallette ·
2020: Collett, McEwen, Townend ·
2024: Canter, Collett, McEwen
- Biblioteca Nacional de España: XX956008
- Bibliothèque nationale de France: cb12013251t (data)
- Gemeinsame Normdatei: 121250849
- International Standard Name Identifier: 0000 0001 2023 9447
- Library of Congress Control Number: n82067117
- Nationale Bibliotheek van Tsjechië: mzk2003207395
- Nederlandse Thesaurus van Auteursnamen: 069584095
- Système universitaire de documentation: 028260058
- Trove: 1265933
- Virtual International Authority File: 36928488
- WorldCat: E39PBJwxKFYk8CgBFwwcbfqxXd